# So Why So Sad
"So Why So Sad" é uma canção da banda britânica de rock Manic Street Preachers, lançada em fevereiro de 2001 como o segundo single do álbum Know Your Emeny, lançado no mesmo ano.
A música foi escrita pelos três membros da banda e inclui uma referência ao último verso do álbum EVOL, do Sonic Youth.
A música alcançou a 8ª posição na UK charts, mas o melhor desempenho ocorreu nas paradas de singles da Finlândia, onde ficou em 4º lugar.

## Faixas
CD (RU)
1. "So Why So Sad" – 3:55
2. "So Why So Sad" (Sean Penn Mix - Avalanches) – 4:58
3. "Pedestal" – 4:50

CD (AUS)
1. "So Why So Sad" – 3:55
2. "So Why So Sad" (Sean Penn Mix - Avalanches) – 4:58
3. "Pedestal" – 4:50
4. "You Stole The Sun From My Heart" (live at Millennium Stadium, 31 December 1999) – 4:25

Fita cassete
1. "So Why So Sad" – 4:02
2. "You Stole The Sun From My Heart" (live at Millennium Stadium, 31 December 1999) – 4:25

## Paradas
| Parada (2001)               | Melhor posição |
| --------------------------- | -------------- |
| UK Singles Chart            | 8              |
| Irish Singles Chart         | 16             |
| The Official Finnish Charts | 4              |
| Dutch Singles Chart         | 88             |
| Sverigetopplistan           | 26             |
| Media Control Charts        | 94             |

### UK Chart Performance
| Posição | 8 | 25 | 40 |

## Ficha técnica
Banda
- James Dean Bradfield - vocais, guitarra
- Nicky Wire - baixo
- Sean Moore - bateria